# توکانچه زمردی
توکانچه زمردی(نام علمی: Aulacorhynchus prasinus) نام یک گونه از سرده توکانچه سبز است.